# Eritrose-4-fosfato
Eritrose-4-fosfato é um éster de ácido fosfórico, um fosfato, do açúcar simples eritrose. É um intermediário na via das pentoses-fosfato e no ciclo de Calvin.

## Reações
Surge no decurso da via da pentose fosfato sob a ação da enzima transaldolase da sedoeptulose-7-fosfato e gliceraldeído-3-fosfato, juntamente com a frutose-6-fosfato.
Além de ser intermediário na via das pentoses-fosfato e no ciclo de Calvin, é um intermediário importante no metabolismo dos carboidratos, e serve como em plantas e muitos microrganismos juntamente com fosfoenolpiruvato (PEP), na primeira etapa do  via do ácido xikímico (via do xikimato) como precursor na biossíntese dos aminoácidos aromáticos tirosina, fenilalanina e triptofano. Nesta fase, fosfoenolpiruvato e eritrose-4-fosfato reage para formar 3-deoxi-D-arabinoeptulosonato-7-fosfato (DAHP), em uma reação catalisada pela enzima DAHP sintase.

Biossíntese de DAHP a partir de fosfoenolpiruvato e eritrose-4-fosfato

Também participa em plantas, bactérias e fungos para a de 3-hidroxi-1-aminoacetona-fosfato, o qual é um precursor de piridoxina vitamina B6 na via dependente de DXP. Eritrose-4-fosfato desidrogenase é usada para produzir eritronato-4-fosfato.